# 斯科特·鲍
斯科特·兰德尔·鲍（英語：Scott Randall Baugh，1962年7月4日—）为美国律师及政治人物，曾担任加利福尼亚州众议院议员。此外他还曾在2000年代初期至2015年间担任奥兰治县共和党主席。